# آخرین باکره آمریکایی
آخرین باکره آمریکایی (به انگلیسی: The Last American Virgin) یک فیلم دراماتیک-رمانتیک آمریکایی می‌باشد که 
از چند نوجوان تازه بالغ لس‌آنجلسی در تعطیلات تابستان دارد که هرکدام تمایلات جنسی خاصی دارند و سعی در برقراری اولین رابطه جنسی خود دارند. بوعز دیویدسون کارگردان فیلم آخرین باکره آمریکایی می‌باشد که سعی داشت این فیلم را نسخه آمریکایی اثر قبلی‌اش که فیلم اسرائیلی لمون اسکیمو (به عبری: אסקימו לימון) (۱۹۷۸) بود معرفی کند که البته هیچگاه نتوانست موفقیت فیلم قبلی را تکرار کند. دیویدسون همچنین سعی کرد اثرش شباهت‌هایی نیز به فیلم موفق دیوارنویسی آمریکایی داشته باشد. همچنین در صحنه‌های فیلم به‌طور گسترده از موسیقی موج نو که در آن سال‌ها رواج گسترده‌ای دا
ته‌استفاده شده‌است.

## خلاصه داستان
داستان فیلم در رابطه با سه نوجوان پسر به نام‌های گری، ریک و دیوید است که در تعطیلات تابستانه به‌سر می‌برند و هرکدامشان سعی دارند بتوانند اولین رابطه جنسی خود را تجربه کنند.گری یک نوجوان خودساخته است که برخلاف دوستانش در کنار تحصیل، به صورت نیمه‌وقت نیز کار می‌کند. اما در این بین‌گری عاشق یکی از دخترهای همکلاسی‌اش به نام کارن می‌شود و تصمیم دارد رابطه‌ای جدی تر و فراتر از رابطه جنسی با وی برقرار کند. اما خیلی سریع متوجه می‌شود که کارن به وی توجهی ندارد و در عوض از معاشرت با ریک لذت می‌برد. ولی ریک به کارن تنها در حد یک شریک جنسی نگاه می‌کند و این‌گری را که دلباخته کارن است آزار می‌دهد.گری تصمیم می‌گیرد ...